# Служба національних парків США
Служба національних парків (англ. National Park Service, NPS, також може перекладатися як Національна паркова служба) — федеральне агентство Сполучених Штатів Америки, яке управляє всіма національними парками країни, багатьма національними пам'ятками та іншими природоохоронними територіями та історичними пам'ятками з різним статусом . Служба була створена 25 серпня 1916 року Конгресом у так званому Органічному Акті (Код 16 США, секції 1,2,3 і 4) для того, щоб «оберегти видовищні місця, природні і історичні об'єкти, та дику природу, зберігати користь і задоволення від цих об'єктів для майбутніх поколінь». Служба є агентством Департаменту внутрішніх справ США.

## Майно Служби національних парків
| Тип                          | Кількість     | Кількість |
| ---------------------------- | ------------- | --------- |
| Площа земель                 | 34 000 000 га |           |
| Площа океанів, озер, річок   | 1 822 155 га  |           |
| Довжина річок і струмків     | 136 873 км    |           |
| Археологічні пам'ятки        | 68 561        |           |
| Берегова лінія               | 69 463 км     |           |
| Історичні будівлі            | 27 000        |           |
| Об'єкти в музейних колекціях | 121 603 193   |           |
| Будинки                      | 21 000        |           |
| Туристичні траси             | 19 710 км     |           |
| Дороги                       | 13 700 км     |           |